# Kallynyk Mitjukow

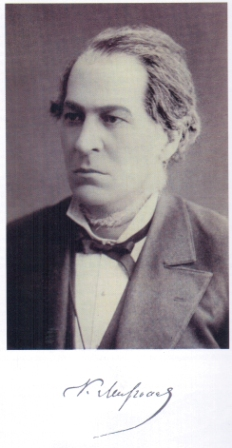
Kallynyk Mitjukow 1853

Kallynyk Andrijowytsch Mitjukow (ukrainisch Каллиник Андрійович Мітюков, russisch Каллиник Андреевич Митюков Kallinik Andrejewitsch Mitjukow; * 22. Julijul. / 3. August 1823greg. in Kiew, Gouvernement Kiew, Russisches Kaiserreich; † 27. Februarjul. / 11. März 1885greg. ebenda) war ein ukrainischer Professor für Römisches Recht und 1865 Rektor an der St.-Wladimir-Universität in Kiew.

## Leben
Kallynyk Mitjukow kam 1823 in Kiew als Sohn einer Kaufmannsfamilie zur Welt. Er studierte am Kiewer Theologischen Seminar und zwischen 1841 und 1845 an der Juristischen Fakultät der St.-Wladimir-Universität.
Ab 1846 arbeitete er als stellvertretender Leiter der Abteilung für Römisches Recht an der St.-Wladimir-Universität, und im Dezember 1847 verteidigte er seine Dissertation für sein Diplom im Zivilrecht. 1851 promovierte er in Rechtswissenschaften und wurde zum außerordentlichen Professor und 1852 zum ordentlichen Professor der Abteilung für Römisches Recht.
Von Oktober 1861 bis September 1863 und zwischen September 1865 und Januar 1867 arbeitete er als Dekan, von September 1863 bis März 1865, von Januar 1867 bis Juli 1871 sowie von Februar 1878 bis Oktober 1878 war er Prorektor und schließlich vom 23. März bis zum 27. September 1865 Rektor der St.-Wladimir-Universität.
Im April 1869 ernannte man ihn zum ersten Direktor des Demidowschen Juristischen Lyzeums (russisch Демидовский юридический лицей) in Jaroslawl. Nachdem es ihm gelungen war, mehrere angesehene Professoren zur Lehre am Lyzeum einzuladen, ging er 1870 zurück zur Kiewer St.-Wladimir-Universität und erhielt dort im Oktober 1871 den Titel eines verdienten Ordentlichen Professors der Abteilung für Römisches Recht. 1877 wurde Mitjukow Mitbegründer der Juristischen Gesellschaft an der Universität. Er starb 61-jährig in Kiew und wurde auf dem Schtschekawyzke-Friedhof (Щекавицьке кладовище) oberhalb von Podil beerdigt.

## Werke
- „Über die Anerkennung von Prozessparteien vor Zivilgerichten“ (1847, Diplomarbeit)
- „Über die Erbschaft nach römischem Recht“ (1848, Dissertation)[1]

## Ehrungen
Kallynyk Mitjukow erhielt zahlreiche Ehrungen. Darunter:
- Sankt-Stanislaus-Orden I. (1870) und II. Grades (1862)
- Orden der Heiligen Anna I. (1874) und II. Grades (1864)